# Théo Derot
Théo Derot (Nîmes, 17 de junio de 1992) es un exjugador de balonmano francés que jugaba de lateral izquierdo. Su último equipo fue el Istres OPH. Fue un componente de la selección de balonmano de Francia. Es hijo del exbalonmanista Gilles Derot y sobrino del también exjugador de balonmano Christian Gaudin.
Su primer campeonato con la selección fue el Campeonato Europeo de Balonmano Masculino de 2016.

## Clubes
- Istres OPH ( -2015)
- HBC Nantes (2015-2017)
- Pays d'Aix HB (2017-2019)[3]
- Istres OPH (2019)